# Chelonoidis chilensis
La tortuga terrestre argentina (Chelonoidis chilensis) es una tortuga de la familia Testudinidae, endémica de los arbustales y bosques en las regiones áridas y semiáridas del centro-sur y sur de América del Sur.
Es el reptil vivo más explotado por el comercio de animales salvajes en Argentina.

## Distribución

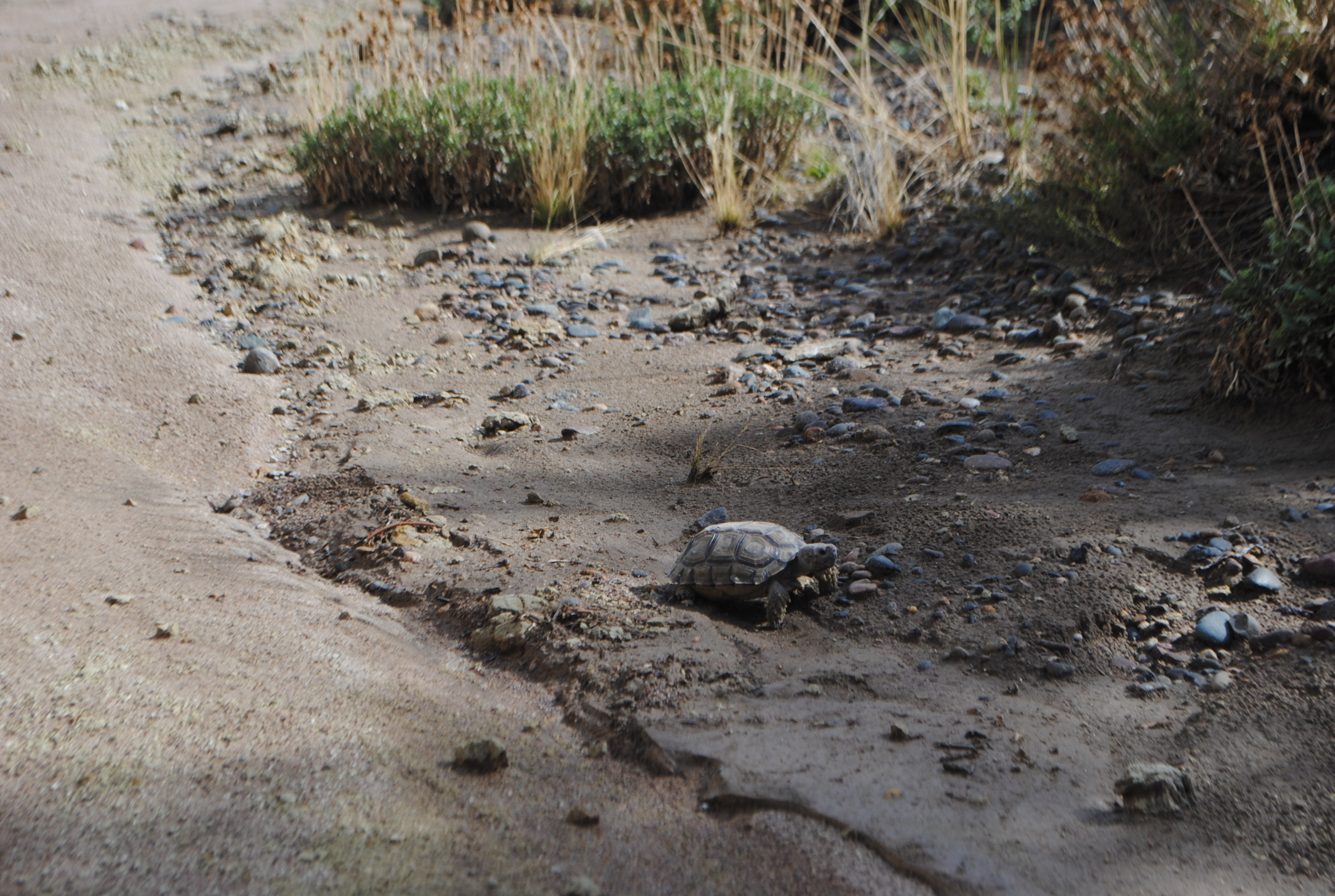
Ejemplar en típico hábitat patagónico

La tortuga terrestre argentina se distribuye desde el Gran Chaco hasta el norte de la Patagonia. Se encuentra presente en 18 provincias argentinas. Habita por el norte, desde la latitud 19°S en Curuyuqui, departamento de Santa Cruz, el Chaco al este de Bolivia; siguiendo por el chaco paraguayo y el norte de la Argentina, continuando por la región occidental de ese país hasta alcanzar los áridos arbustales del norte patagónico. La distribución de la especie está fuertemente limitada principalmente por la temperatura promedio anual, el rango térmico, y la temperatura máxima del mes más cálido, asimismo como por las precipitaciones de verano.

## Hábitat

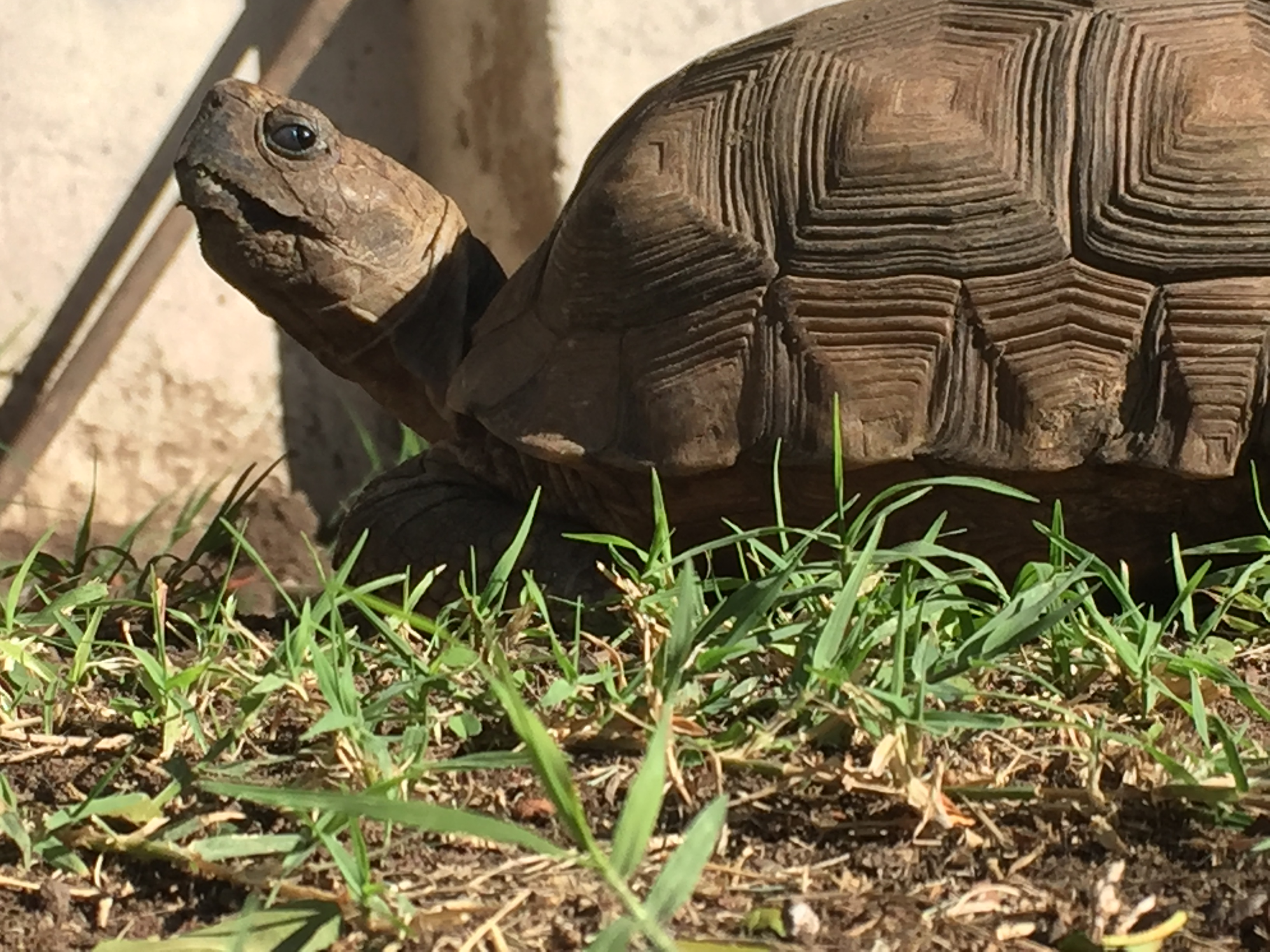
Ejemplar cautivo de 60 años.

Habita desde los semiáridos bosques chaqueños por el norte (Provincia Fitogeográfica Chaqueña), hasta los arbustales áridos e invernalmente muy fríos de la Patagonia septentrional y ente, siendo incluso la especie de tortuga que se reproduce a la latitud más austral del mundo.

## Características

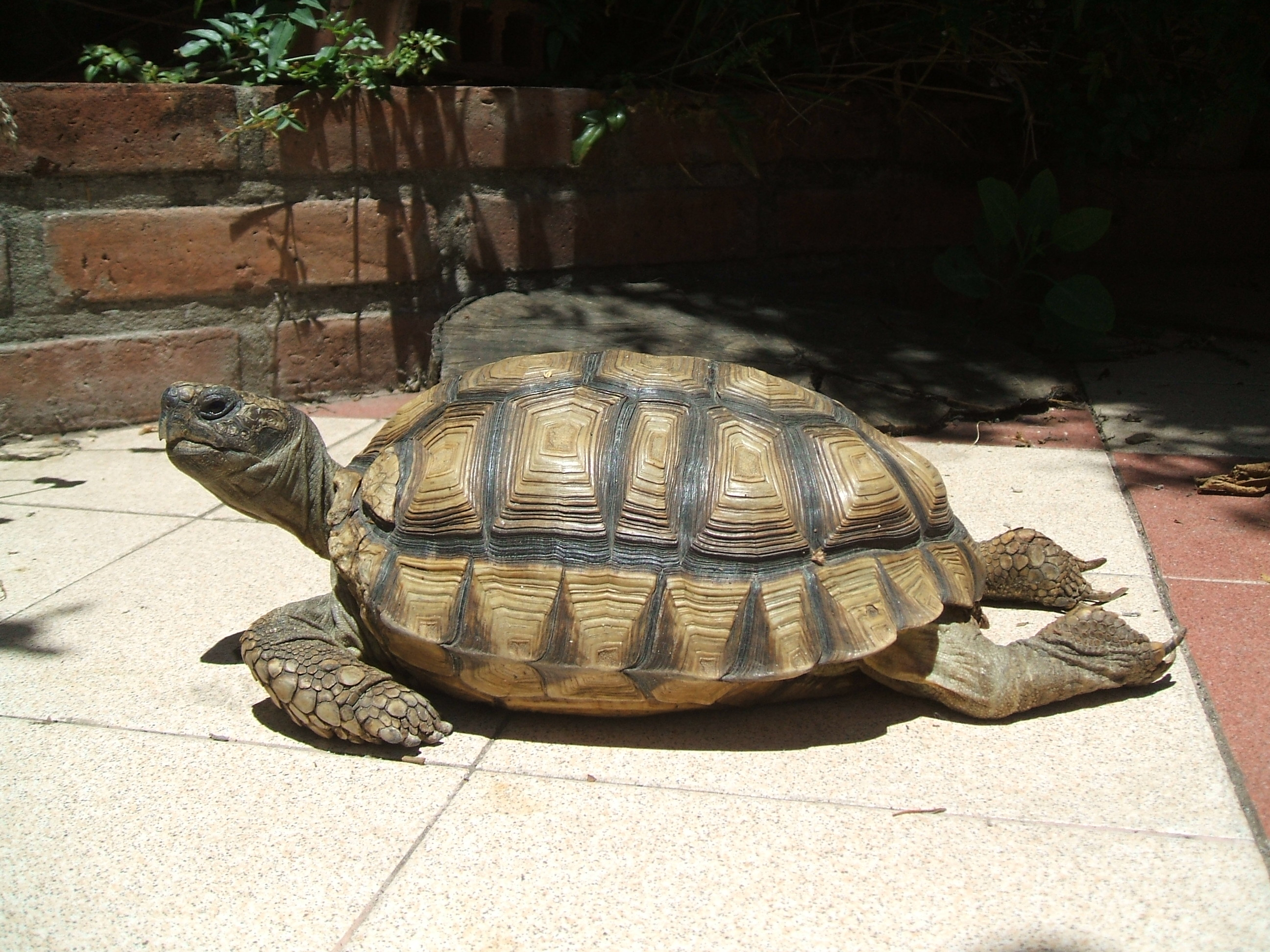
Un ejemplar adulto de esta tortuga en cautividad.

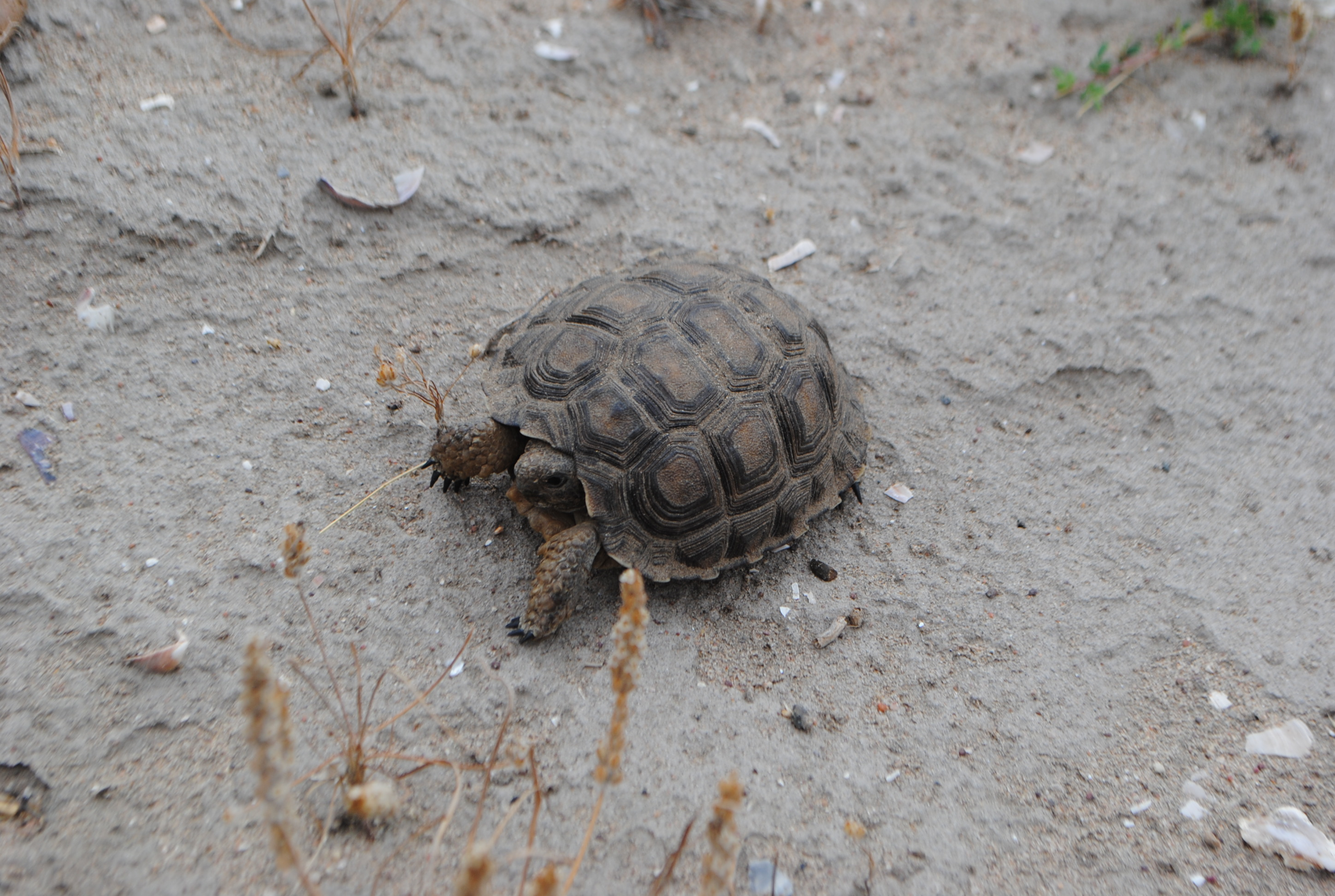
Ejemplar joven.

Las hembras alcanzan 32 cm de largo y los machos 26 cm. Freiberg describe un ejemplar gigante de las siguientes dimensiones: 
- Caparazón: largo 433 mm; ancho 365 mm (ambos en línea recta); alto: 180 mm.;
- Plastrón: largo: 295 mm.; ancho 266 mm.

Tanto en el tamaño y coloración general como en el diseño de las placas, la especie muestra una enorme variación fenotípica. Las patas son de color grisáceo oscuro con fuertes escamas córneas.
A pesar de esta gran variación fenótipica, estudios genéticos revelan que se trata de una sola especie.

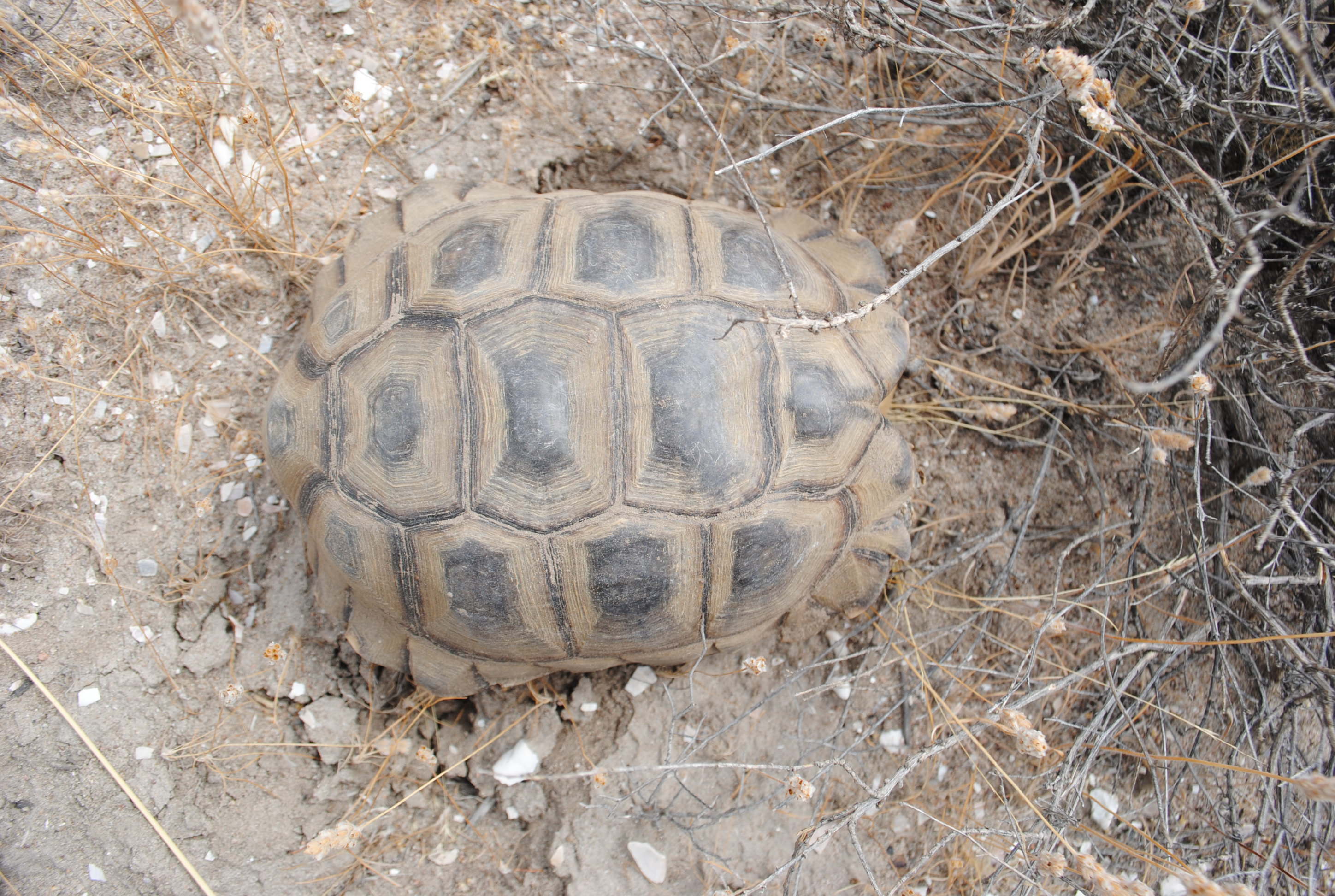
Ejemplar adulto.

## Forma de vida

### Alimentación
Es una especie fundamentalmente herbívora, pues se alimenta con tallos y frutos de cactus (Opuntia sulphurea, Cereus aethiops, Perocactus tuberosus), gramíneas (Chloris castilloniana, Trhichloris crinita), herbáceas (Alternanthera pugens, Sphaeralcea miniata, S. mendocina, Portulaca grandiflora) y vainas de leguminosas. También, de hojas de plantas, pastos , frutas, verduras y tubérculos; complementa su dieta en escasas ocasiones con algunos invertebrados, como caracoles, babosas y lombrices . En la naturaleza ella seleccionará la comida según su necesidad, pero si se tiene en cautiverio es aconsejable darle un 90% de verduras de hojas verdes fibrosas (espinaca, rúcula, etc.), y 10% de otras verduras y frutas, se desaconseja el darles lechuga y pepino ya que no le aportan nutrientes y tienden a sufrir malformaciones en su caparazón y huesos ante el abuso en su dieta.

### Reproducción
Sus huevos son ovales y blancos, con un largo de 49 mm, y un ancho de 38 mm. La hembra suele poner 12 por temporada, hace varias puestas de 2 a 4 huevos; puede variar la cantidad según la edad que tenga la tortuga, mientras más jóvenes son, menos huevos pondrán.
En la región que viven, la época de reproducción comienza en noviembre y termina en febrero, pero las puestas pueden durar hasta abril.
Si la tortuga esta en el patio de una casa, va a dar varias vueltas, y quizás deje huecos vacíos a lo largo del patio, hasta que encuentre el suelo adecuado para poner los huevos, hará un hueco de unos 10 cm de profundidad y los siguientes días defecará y orinará sobre los huevos ya enterrados para mantener la humedad. Los ponen en suelos arenosos, por eso es aconsejable tener tierra mezclada con arena en los canteros y bien suelta. Si la hembra no encuentra un lugar adecuado es posible que los retenga hasta la siguiente temporada.
La hembra tiene la capacidad de almacenar el esperma del macho hasta tres años.

### Vida en cautiverio
Esta tortuga terrestre es frecuente mascota en los domicilios argentinos, lo cual es ilegal ya que es una especie autóctona. Además, los animales domésticos con los que suele convivir en cautiverio pueden atacar a esta especie, produciéndole heridas de gravedad. También, pueden sufrir enfermedades a causa de la humedad, ser parasitadas, o afectadas por el ácido fórmico de las hormigas.
El humano pone en peligro su subsistencia como especie debido a la gran demanda que saca a la especie de su hábitat natural para ser vendida como mascota.

## Taxonomía

### Etimología
El nombre chilensis hace alusión a Chile, país que no cuenta con ninguna especie de tortuga terrestre nativa. El error se debe a que el colector del ejemplar tipo escribió en la tarjeta de procedencia: Mendoza, Chile, lo cual indujo a la equivocación de John Gray al describirla en 1870. En ese mismo año, Philip Lutley Sclater al advertir el error geográfico, resolvió modificar el nombre científico proponiendo su reemplazo por la designación argentina, en vez de chilensis. Durante años varios autores continuaron empleando el nuevo nombre, pese a la opinión de Gray en 1872. Posteriormente, por acuerdos nomenclaturales, se empleó en adelante chilensis como nombre exclusivamente válido por la regla de prioridad.

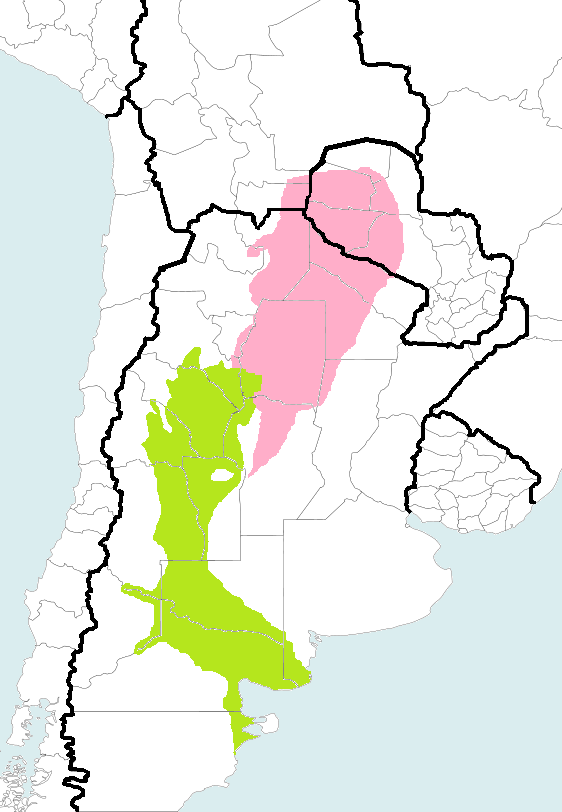
Haplogrupos de la tortuga terrestre argentina (Chelonoidis chilensis): haplogrupo “chaco seco” (en rosa); haplogrupo “del monte” (en verde).

### Historia taxonómica
Las tortugas de lo que otrora se denominaba grupo chilensis, si bien ubicadas en distintos géneros, fueron conocidas por más de un siglo con un único nombre específico: chilensis. En 1973, el zoólogo argentino Marcos Abraham Freiberg describe dos nuevas especies de este grupo: Geochelone donosobarrosi (endémico del norte patagónico) y Geochelone petersi (de los sectores chaqueños más áridos, próximos a salitrales). Para la primera de ellas hay consenso entre los especialistas en que es una especie separable de las tortugas terrestres del oeste y norte argentino, de las cuales G. petersi era considerada como una simple variación. Recién en 1998, se postuló que el ejemplar tipo empleado por el zoólogo británico John Edward Gray para describir a la especie Testudo chilensis era del mismo taxón patagónico que un siglo después describiría Freiberg, el que de este modo cayó en sinonimia del más antiguo chilensis, quedando el taxón septentrional sin su histórico nombre, debiéndose emplear el que usó Freiberg para describir esa variación chaqueña, pero el error de Freiberg terminaba otorgándole así el nombre válido a la especie del grupo chilensis de la región chaqueña: Chelonoidis petersi (Freiberg, 1973). Para otros autores todas componían un complejo de especies, el complejo chilensis.
Finalmente, como resultado de un profundo estudio genético se concluyó que las poblaciones de esta tortuga conformaban una única especie, si bien fue posible dividirla en dos grandes unidades: el haplogrupo “chaco seco” (con distribución chaqueña en Bolivia, Paraguay y el norte argentino) y el haplogrupo “del monte” (con geonemia en el centro-oeste argentino y norpatagonia).

### Relaciones con las tortugas de las Galápagos
Se ha establecido, a pesar de su diferencia de tamaño, la cercanía genética entre el complejo insular que integran las tortugas de las Galápagos y Chelonoidis chilensis, con una distancia genética menor que la que hay entre esta última y otras especies del género Chelonoidis del subcontinente sudamericano: el morrocoy sabanero y el morrocoy de la selva.

## Conservación
La destrucción de su hábitat natural a causa de la expansión agropecuaria ha hecho que sus números decrezcan bastante, pero un factor que ha participado mucho más para que sea clasificada como especie en peligro de extinción ha sido, irónicamente, el "amor humano" hacia esta especie en particular; lo cual la ha llevado a ser capturada ilegalmente (incluida en el Apéndice II de la CITES) en Argentina para ser luego vendida como mascota en las ciudades. Los controles han aumentado para que dicha situación no se dé pero desgraciadamente estos no alcanzan para impedirlo. Según un estudio llevado a cabo por Fundación Vida Silvestre el 70% de los habitantes de la ciudad de Buenos Aires tiene o ha tenido individuos de esta especie como mascota. 
Estas tortugas pueden sobrepasar los 80 años de edad en su vida salvaje pero lamentablemente se ha visto que dicha longevidad se ve significativamente reducida cuando se la tiene como mascota debido a intoxicaciones o depredadores no presentes en su hábitat natural como perros o gatos. Los animales domésticos pueden atacar a esta especie, produciéndole heridas de gravedad.
Es de suma importancia concientizar a la población humana de que hay animales que no se los puede ni debe tener en cautiverio (pero que hay otros que sí ya que estos se han domesticado para eso antiguamente como perros, gatos, gallinas, o hámsteres) y también concientizar del daño que se le hace a la especie por el simple hecho de comprar o adoptar una tortuga terrestre, ya que lo único que esto hace es fomentar el tráfico ilegal, que más individuos salvajes sean capturados, que se diezme aún más la población, que esta especie sea clasificada en un estado de riesgo de extinción superior al actual y correr el riesgo de que se extinga por completo a causa de dichos factores.